# Двадцать девятый комплекс
«29-й комплекс» — организованная преступная группировка, действовавшая в течение 90-х годов XX века и начала 2000-х годов на территории Республики Татарстан, Москвы, Украины. Одна из крупнейших и наиболее могущественных ОПГ России 2000-х годов. Названа по наименованию микрорайона, в котором выросли основные её члены.

## История создания группировки

Справа — Адыган Саляхов

Группировка «29 комплекс» уходит своими корнями в историю строительства города Набережные Челны в Республике Татарстан. В те годы на постоянное место жительства там оставались добровольцы из стройотрядов. В город не пускали заключённых и других неблагонадежных элементов.
Микрорайоны в Набережных Челнах называют комплексами. Многие из группировок города получили своё название именно по этим комплексам, в том числе и «29-й комплекс».
Лидером «29-го комплекса» стал Мансур Сафин. Как и остальные группировки Набережных Челнов, члены «29-го комплекса» участвовали в массовых драках. Но после того, как в драках с ними несколько десятков человек оказались на больничных койках, многие члены группировки были осуждены, в том числе и Сафин. Отсидка стоила ему лидерства — новым главой «29-го комплекса» стал Адыган Саляхов по кличке Алик Большой.
Группировка «29-й комплекс» выступала за здоровый образ жизни, правила в ней были строгими — полный запрет на употребление наркотиков, сведение до минимума употребления табачных изделий и алкоголя, занятия спортом.

## «29-й комплекс» в 1990-е годы
Потеряв корону, Мансур Сафин оказался на вторых ролях и вскоре был убит в собственном строящемся коттедже единственным выстрелом из автомата. Таким образом Саляхов добился своего — он стал единоличным правителем «29-го комплекса». Главарём Саляхов был беспощадным по отношению ко всем, кто вызывал какое-то недовольство. Одного косого взгляда в сторону Алика хватило бы, чтобы оказаться на больничной койке.
«Двадцатьдевятники», как их называли, быстро подмяли под себя большую часть предприятий Набережных Челнов и вышли далеко за его пределы.
Быстро меняющиеся условия жизни не оставили в стороне и «29-й комплекс». Саляховым было принято управленческое решение — была создана так называемая «тройка», в которую помимо Алика вошли также Юрий Ерёменко по кличке Ерёма и Александр Власов по кличке Шурин. Ежемесячный доход их фирм составлял сотни тысяч долларов.
Одной из таких фирм было ТОО «Акбарс», учреждённое в Москве в марте 1994 года Саляховым (23,36 %), Власовым (18,69 %), Ерёменко (1,87 %), а также Наилем Нуриахметовым, Росилем Рахматуллиным и Василием Якеменко (руководитель Федерального агентства России по делам молодёжи, ранее возглавлял Государственный комитет Российской Федерации по делам молодёжи, руководил движениями «Идущие вместе» и «Наши»). В 2008 году эта фирма была исключена из ЕГРЮЛ, успев войти в более чем 200-томное уголовное дело № 192 529.
|                          |                            |                          |                       |                          |
| Александр Власов (Шурин) | Рузаль Асадуллин (Рузалик) | Рамиль Валеев (Рамушкин) | Юрий Ерёменко (Ерёма) | Александр Беленко (Фига) |

Ближе к концу 1990-х годов Саляхов с сообщниками и большим отрядом бандитов перебрался в Москву, где все ОПГ, вышедшие из Татарстана, называли «казанскими». Смотрящим в Набережных Челнах остался Рузаль Асадуллин по кличке Рузалик. Он каждый месяц собирал деньги с подконтрольных фирм и отправлял их в Москву, примерно по миллиарду рублей в год. Деньги перевозились прямо в мешках. В Москве трое лидеров приобрели жильё и легальный бизнес.
Вскоре Рузалик стал позволять себе слишком большие вольности. В той части группировки, которая осталась в Набережных Челнах, начался алкоголизм и наркомания. Рузалик стал наркозависимым, стал воровать часть тех денег, что уходили Саляхову. Итог разгульной жизни был закономерен — в 1998 году Рузалик был осуждён за избиение человека на 3 года. Алик отстранил Рузалика от руководства группировкой и поставил на его место Рамиля Валеева по кличке Рамушкин. По оперативной информации, при его руководстве ежемесячно отвозили в Москву Саляхову более 2 миллионов долларов.
Но вскоре в верхушке группировки произошёл раскол. Ерёменко и Власов объединились против Саляхова.

## 29-й комплекс в 2000-х годах

Суд над 33 членами ОПГ «Двадцать девятый комплекс»

В мае 2001 года из мест лишения свободы вернулся Рузаль Асадуллин. Поняв, что лидерство в группировке он окончательно потерял, Рузалик решил отомстить. Это решили использовать Шурин и Ерёма. В доме Гриценко спланировали и реализовали план, к которому долго готовились. Спустя три месяца автоматным выстрелом телохранителем Рузаля из подвала дома был убит Рамиль Валеев.
А 25 сентября 2001 года своими же сообщниками из ОПГ «29-й комплекс» был убит 20-летний Ян Гордеев, сторонник Рамиля Валеева по кличке «Рамушкин», командовавший молодняком. Убил Гордеева Сухомлин из бригады «Парасоля», сторонник Рузаля. Гордеева искали по всему городу, и в один момент мимо него проехал автомобиль, из которого были произведены выстрелы из огнестрельного оружия по Гордееву.
Как показало следствие, Саляхова также убрали бы, но он предпочёл скрыться. Его арестовали в Брянске. После чего Саляхов назначил «смотрящим» в Набережных Челнах Андрейченко Сергея, который до убийства Валеева был приближенным Рамушкина. Андрейченко выполнял поручения Саляхова, который находился в тюрьме. Но Андрейченко испугался, что его тоже убьют, и начал сотрудничать с УБОП Челнов. Тем самым получил постоянный статус свидетеля и не привлекался к уголовной ответственности. Как в начале 2000-х, так и сейчас Андрейченко обвиняет в преступлениях других и проходит по всем судебным процессам свидетелем.
Ерёменко и Власова, а также сопровождавшего их киллера группировки Александра Беленко вычислили в Одессе. Власов в последний момент перед задержанием успел скрыться, а Ерёменко был арестован. В 2009 году Власов был арестован.
В 2011 году в Ирпене Киевской области поймали и экстрадировали в Россию «правую руку» Рузалика — Валерия Слободина по кличке «Ванан».
В 2012 году экс-глава Росмолодёжи, бизнесмен Василий Якеменко прокомментировал газете «БИЗНЕС Online» в своем Twitter интервью предпринимателя Олега Сватока, вышедшее в июльском номере русскоязычной версии журнала «Rolling Stone». Сваток, бывший муж сестры Якеменко, рассказал, что тот «вместе с бандитами из группировки „29-й комплекс“ отбирал у него бизнес и чуть не лишил жизни». Якеменко ответил на публикацию: «Больной человек». Информация о причастности бывшего федерального чиновника к деятельности группировки «29-комплекс» впервые появились в 2010 году, когда стало известно, что он являлся соучредителем компании «Акбарс». Сам Якеменко на это говорил, что при регистрации предприятия был незаконно использован его паспорт. Затем рассуждал о почти мистических причинах: с детства его тянуло к большегрузным автомобилям, будучи ребёнком, он играл только в грузовые машинки и вот стал торговать КАМАЗами, а партнёры в смутные 1990-е могли быть разные: «Вот этот КАМАЗ, он ко мне как-то прицепился. Я много чем торговал. Ну, такое время было — 91-й год. Сначала я торговал обычными машинами, запчастями. У меня был даже небольшой колбасный завод. И вдруг КАМАЗы. Я даже не знаю, вот серьёзно, как они пришли в мою жизнь. И была партия небольшая, я её продал. Эти КАМАЗы вот так прошли через мою жизнь, я ими торговал».
В ночь на 2 апреля 2012 года в Киеве был задержан лидер ОПС Рузаль Асадуллин по прозвищу «Рузалик», уже 11 лет находящийся в международном розыске. Установлено, что он скрывался по поддельным документам, его вымышленное имя — Янис (уроженец Греции). Асадуллина обвиняют в организации как минимум 20 убийств, бандитизме и похищении людей. 2 марта 2017 ему дали 24 года 11 месяцев лишения свободы. Первые 14 лет он проведет в тюрьме, а оставшуюся часть срока — в исправительной колонии строгого режима.

## Следствие и суд
В 2004 году «Двадцать девятому комплексу» пришёл конец. 33 его наиболее активных члена, за исключением Власова, предстали перед судом. Следствием было установлено, что члены ОПГ совершили как минимум 21 убийство, но даже эти убийства доказаны были не все. В результате самую строгую меру наказания — пожизненное заключение — получил лишь Юрий Ерёменко. Саляхова и киллера Александра Беленко приговорили к 25 годам лишения свободы. Сергей Миронов, главный экономист банды, получил 18 лет. Остальные получили от 6 до 20 лет лишения свободы.
Суд проходил в физзале УВД Советского района Казани, потому что обычный зал суда просто не мог вместить всех.
Ерёменко отбывает наказание в ИК-18 «Полярная сова» в Ямало-Ненецком автономном округе.
|                                      |                                    |                                       |                                         |
| Приговор в отношении Сергея Миронова | Приговор в отношении Юрия Ерёменко | Приговор в отношении Адыгана Саляхова | Приговор в отношении Александра Беленко |

25 сентября 2023 года Савеловским районным судом г. Москвы вынесен приговор в отношении руководителя преступной организации «29-й Комплекс» Саляхова А. А., ему назначено наказание в виде лишения свободы на срок 25 лет в исправительной колонии строгого режима.
28 мая 2025 года Савеловский суд Москвы приговорил Ильшата Гафурова к 22 годам лишения свободы в колонии строгого режима по обвинению в подстрекательстве к убийству депутата Елабуги Айдара Исрафилова, основываясь на показаниях Адыгана Саляхова, с которым у осуждённого были «дружеские и доверительные отношения».